# Ondata di freddo del gennaio 1985
Il gennaio 1985 è stato uno dei mesi più freddi della storia in Italia e in molte aree dell'Europa dal punto di vista meteorologico, con temperature ovunque abbondantemente al di sotto delle medie stagionali fino al giorno 17 per l'ondata di freddo che la caratterizzò assieme all'omonima concomitante "nevicata del secolo" nel nord Italia.

## Dicembre 1984: inizio d'inverno con temperature insolitamente miti
Nella prima parte del dicembre 1984, l'anticiclone russo-siberiano non si spinse oltre il mar Caspio mentre in Europa occidentale permanevano condizioni d'alta pressione con centro sui Balcani, che determinavano in tutta Italia temperature sensibilmente superiori alle medie stagionali. Perfino in Scandinavia, le temperature scendevano difficilmente sotto lo zero per un vigoroso flusso di correnti miti sud-occidentali che raggiungevano anche le alte latitudini europee (isoterme a 1500 metri del 1, 8 e 14 dicembre).
Ad esempio martedì 11 dicembre Torino Caselle registrò una massima di +17,6 °C, una massima che sembrava più tipica di marzo o aprile che non di dicembre (per dicembre la massima normale è di circa +7 °C).
Nell'ultima parte del mese, si approfondì un'intensa depressione a est della Sicilia (isobare del 25 dicembre), che determinò insistenti piogge torrenziali sulle regioni joniche e in Basilicata, con neve sui relativi rilievi e nelle zone interne della Puglia; l'aria fredda richiamata da questa bassa pressione portò la neve anche in Lombardia (15 – 20 cm).
Sembrava probabile che l'aria polare dell'anticiclone russo-siberiano potesse entrare dalla porta della bora direttamente nel Mar Mediterraneo, dove avrebbe colpito soprattutto le regioni adriatiche.

## 1°-4 gennaio: aria artica sull'Italia
Nei primi giorni del gennaio 1985, lo scenario meteorologico europeo cambiò. Un improvviso riscaldamento della stratosfera (stratwarming) provocò un rapido riscaldamento dell'aria sovrastante la Groenlandia. Questo causò la rottura del vortice polare, al cui posto si formò un'insolita area di pressioni alte e livellate, in congiungimento con l'Anticiclone delle Azzorre che si dispose in senso meridiano fino a raggiungere il Polo nord. A questo punto l'aria artica marittima, fredda e umida, poté giungere sul Mediterraneo scendendo lungo il lato occidentale del continente europeo ed entrando in Europa occidentale a più riprese attraverso la valle del Rodano, grazie ad un'area di bassa pressione che si stava approfondendo sui Paesi Bassi.
Il 1º gennaio il tempo risultava stabile e soleggiato sulle regioni settentrionali, sulla Toscana, sull'Alto Lazio e sulla Sardegna, con ventilazione da debole a moderata nord-orientale, temperature minime quasi ovunque prossime allo zero e massime tra i 5 e i 10 °C. Sulle regioni del medio e basso versante adriatico, sul Lazio meridionale e su tutte le regioni meridionali il cielo si presentò da parzialmente nuvoloso a molto nuvoloso con piogge e nevicate sparse, anche a quote molto basse.
Il 2 gennaio l'aria artica, proveniente dal Mare di Kara in Russia settentrionale cominciò a scendere verso l'Europa. Le temperature scesero repentinamente in modo vistoso: giorno di ghiaccio a Bolzano e Torino, che registrarono massime rispettivamente di -1,8 °C e -1 °C. Intanto fronti freddi collegati all'aria artica cominciavano a scendere dalla Scandinavia, portando condizioni di tempo perturbato sull'Italia. Neve con accumulo di 2 cm a Grosseto (non accadeva dal 1963), su quasi tutte le zone interne peninsulari e lungo tutta la costa adriatica.
Il 3 gennaio s'intensificò il freddo. A Torino la minima crollò a -10,5 °C. In nottata, nevicò addirittura sull'Isola d'Elba e sul suo capoluogo Portoferraio.
Il 4 gennaio, temperature basse su tutta l'Europa e l'Italia, ma non da primato. Tuttavia insistettero le nevicate sulla Toscana nord-occidentale (compresa la Costa apuana e la Versilia), sulla Sardegna (ad Alghero, dove non accadeva dal 1971) e anche sui rilievi dell'Isola d'Ischia. Nella stessa giornata, vennero completamente imbiancate anche la Corsica e le isole Baleari.

## 5-9 gennaio: grandi nevicate su gran parte d'Italia
Il 5 gennaio un'irruzione di aria artica molto fredda colpì in pieno l'Italia, passando prima attraverso la porta del Rodano e poi anche quella della Bora. Il contrasto tra l'aria fredda e quella assai più calda del mar Mediterraneo provocò nevicate su tutta la Toscana centro-settentrionale (comprese Firenze, Pisa e Viareggio) e anche a Bordighera, in Liguria; mentre a Trieste la bora raggiunse i 100 km/h, a Città di Castello la neve raggiunse i 100 cm. Il Veneto e la Sardegna, a parte qualche zona, vennero coperti di neve. Qualche fiocco arrivò anche a Ragusa, nella Sicilia meridionale.
Il 6 gennaio una perturbazione di origine africana raggiunse il Lazio e l'Italia centro-meridionale richiamando aria calda da sud che strisciò sopra l'aria gelida. Questo provocò intense nevicate lungo il litorale tirrenico laziale, compresa Roma, nelle Marche, in Abruzzo, Molise, Campania, Puglia, Calabria, Basilicata e anche sull'isola d'Ischia. Insolita e suggestiva fu la neve con accumulo a Orbetello e Civitavecchia che, statisticamente, vivono questo evento assai raramente.
Lo stesso sistema nuvoloso, prima di raggiungere l'Italia centro-meridionale, aveva portato nuove nevicate anche lungo le coste mediterranee della Spagna e della Francia e perfino in Marocco, Algeria e Tunisia, sui cui altopiani vi fu un accumulo di quasi un metro. Particolarmente colpite da nevicate eccezionali furono Marsiglia e Barcellona. Nel capoluogo catalano la coltre di neve rimane sul suolo più di una settimana, cosa non vista dall'800. Proprio in Piazza San Pietro a Roma viene ricordato l'Angelus celebrato da Papa Giovanni Paolo II sotto la neve.
Il 7 gennaio, crollò la temperatura a Genova e Trieste, rispettivamente con -6,8 °C e -8 °C, città che raramente hanno minime molto basse a causa dello scarso fenomeno dell'irraggiamento notturno; record storico anche alla stazione meteorologica di Albenga con -12,4 °C e presso la stazione meteorologica di Capo Mele con -4,5 °C, mentre nella Riviera di Levante La Spezia registrò una temperatura minima di -7 °C. A Roma e ad Aosta le temperature minime furono rispettivamente di -8 °C e -16,4 °C. In montagna le temperature furono da primato: -21,4 °C sul Monte Cimone e -33 °C a Fusine di Tarvisio in Friuli. 
L'8 gennaio continuarono le nevicate su Toscana, Lazio, Umbria, Campania e pianura padana centro-orientale; temperature gelide su Alto Adige (-30,0 °C presso la stazione meteorologica di Dobbiaco e -15 °C a Bolzano), in Veneto (-23 °C a Cortina d'Ampezzo, -27 °C a Santo Stefano di Cadore e -31 °C sul Passo Pordoi) e in Irpinia (-18 °C). Cominciarono a gelare fiumi come il Po, l'Arno e alcuni fiumi marchigiani. Nella Romagna Toscana furono raggiunti -26,0 °C di temperatura minima presso la stazione idrologica di Firenzuola: tale dato risulta essere il valore ufficiale più basso registrato presso le varie stazioni meteorologiche della Toscana dall'inizio delle relative serie storiche.
Più a sud, la stazione meteorologica di Foggia Amendola raggiunse il record assoluto di -10,4 °C.
Il 9 gennaio la coltre di neve raggiunse i 40 cm su Firenze e ben 80 cm in val di Cecina. A Bologna, caddero 30 cm di neve in poche ore. Ancora neve su Roma e L'Aquila, dove ormai il manto bianco superava i 50 cm, e anche su Napoli (10 cm), a Capri e lungo tutte le coste della Campania. Neve storica a Cagliari (dove il giorno precedente venne rilevata una minima di -2 °C) e su tutta la Sardegna che apparve completamente imbiancata fin sulle coste. L'Isola venne investita da tormente di neve e in molte località poste a quote collinari si raggiunsero i 50–60 cm di manto nevoso, mentre nei paesi più alti si accumulò circa un metro di neve; accumuli consistenti si ebbero anche nelle zone pianeggianti dell'Isola. Da segnalare lo storico record di freddo di -2,0 °C lungo la costa orientale sarda presso la stazione meteorologica di Capo Bellavista, che solo in occasione delle più violente ondate di freddo riesce a scendere al di sotto dello zero.
Nel corso della mattinata, si aprirono le prime schiarite in Toscana e sull'Italia settentrionale, che furono la causa dell'intenso raffreddamento durante le notti successive. La giornata si concludeva in serata con la neve che, con alcuni fiocchi, raggiungeva anche il litorale della Sicilia, presso Punta Raisi, e nella Conca d'Oro, a seguito di un brusco abbassamento di temperatura. Mentre praticamente tutta l'Europa era nel gelo, in Groenlandia era "estate": Nuuk registrò una minima di 0 °C e una massima di ben 9,6 °C.

## 10-13 gennaio: Italia centrale ed Emilia-Romagna nel gelo
Il 10 gennaio furono toccati i -23,4 °C dalla stazione meteorologica di Parma Panocchia; mentre la stazione meteorologica di Piacenza San Damiano raggiunse lo storico record di freddo di -22,0 °C. Notevoli anche i -16 °C a Firenze (un primato che sarà presto battuto), i -15 °C di Pontedera e i -10 °C di Follonica. Nella Liguria di levante la stazione meteorologica di Sarzana-Luni fece registrare lo storico record di -9,0 °C. Il responsabile era l'effetto albedo, ovvero la perdita di calore per irraggiamento dovuto alla spessa copertura nevosa.
L'11 gennaio a Firenze la temperatura minima all'aeroporto di Peretola precipitò a -22,2 °C, mentre l'Osservatorio Ximeniano in città registrò -11 °C. Le massime furono rispettivamente di -0,4 °C e -1,2 °C. L'Arno ghiacciò completamente; la stazione meteorologica di Arezzo Molin Bianco scese a -20,2 °C; presso la stazione meteorologica di Pisa Facoltà di Agraria il termometro scese a -12,8 °C. Ghiacciato pure il lago di Massaciuccoli a Torre del Lago Puccini, dove la temperatura arrivò a dieci gradi sotto zero. 
In Pianura padana, la stazione meteorologica di Brescia Ghedi scese a -19,4 °C stabilendo così il nuovo record assoluto di freddo, mentre la stazione meteorologica di Verona Villafranca raggiunse una temperatura minima di -18,4 °C eguagliando lo storico record del 15 febbraio 1956. Gelo storico anche in Emilia-Romagna, con la temperatura minima assoluta di -24,8 °C della stazione meteorologica di San Pietro Capofiume; minima assoluta di -19,4 °C anche alla stazione meteorologica di Ferrara San Luca; ad Anzola dell'Emilia la temperatura minima scese invece "soltanto" a -14,5 °C, ben lontana sia dal record storico di -26,2 °C del 15 febbraio 1956 che dal record mensile di -19,6 °C del 25 gennaio 1963.
Più a sud, freddo molto intenso anche a L'Aquila con -23,4 °C, a Rieti con -20,0 °C, a Frosinone con -19,0 °C, a Guidonia Montecelio con -14,0 °C e a Grosseto con -13,2 °C presso l'aeroporto e con -10,0 °C nel centro cittadino. La stazione meteorologica di Roma Ciampino fece registrare lo storico record di -11,0 °C e quella di Roma Urbe scese a -9,8 °C; sul litorale laziale, record assoluto di -7,8 °C presso la stazione meteorologica di Roma Fiumicino.
Nella stessa giornata, la neve cadde anche sul tratto costiero jonico a valle della città di Catanzaro, che a sua volta venne interessata da accumuli nevosi.
Il 12 gennaio, complice il cielo sereno e l'effetto albedo, a Firenze-Peretola si raggiunsero i -23,2 °C, mentre l'Osservatorio Ximeniano nel centro cittadino registrò "soltanto" -10,6 °C grazie all'effetto isola di calore. Presso la stazione meteorologica di Pisa San Giusto la temperatura scese al record storico di -13,8 °C, mentre a Lucca la minima arrivò a -13,4 °C. Più a sud, la stazione meteorologica di Viterbo fece registrare lo storico record di -12,7 °C. In Romagna vennero registrate le minime assolute storiche di -19,0 °C presso la stazione meteorologica di Forlì, di -17,2 °C alla stazione meteorologica di Rimini Miramare e di -16,5 °C presso la stazione meteorologica di Cervia; la stazione meteorologica di Ravenna Punta Marina scese a -13,8 °C, facendo registrare il record mensile di gennaio, a soli 0,2 °C dal record assoluto del 15 febbraio 1956.
Gelo anche in Francia, con -17 °C a Marsiglia, e in Spagna, con -10 °C nei dintorni di Barcellona a seguito di un accumulo di quasi 50 cm di neve nei giorni precedenti. Nel frattempo, nel corso della giornata si verificò un graduale aumento della nuvolosità sulle Alpi Occidentali e sulla Riviera di Ponente, per l'avvicinarsi di un nuovo corpo nuvoloso sui cui effetti nei giorni successivi le previsioni erano discordanti: alcuni modelli prevedevano l'arrivo di un'altra massa d'aria fredda con nevicate in pianura su tutta la penisola, altri prevedevano la risalita di aria calda con un sensibile aumento delle temperature e precipitazioni nevose soltanto dalle quote collinari in su.
Il 13 gennaio l'attesa perturbazione giunse sull'Italia. Mentre la Sardegna era già uscita dalla morsa del gelo e nella vicina Corsica i venti di scirocco facevano salire le temperature fino ai 15 °C di Ajaccio e ai 10 °C di Bastia, a Bologna la minima era di -14 °C e a Milano di -12 °C. A nord di Varese, nella fredda Valganna dal giorno 8 al 13 gennaio le temperature oscillarono tra i -18°C e i -22°C. Le cascate delle Grotte di Valganna gelarono fino al suolo formando un'impressionante colonna di ghiaccio.  Ricominciò a nevicare su tutta la Toscana centro-settentrionale: a Firenze 8 cm di neve con la minima di -13,4 °C, a Pisa 5 cm di neve con la minima di -9 °C. Tuttavia, la perturbazione cominciò a rallentare d'intensità e, spostandosi verso la zona meridionale della regione e il Lazio, iniziava addirittura a cadere sotto forma di pioggia (in serata massima di 9 °C a Grosseto). Nel frattempo, le nevicate si spostavano sulla Liguria e su tutta la pianura padana, fino ad allora poco interessata.

## 14-17 gennaio: nevicate eccezionali sull'Italia settentrionale e piogge intense al centro-sud
Il 14, il 15, il 16 gennaio si scatenò sull'Italia settentrionale, per l'azione di un ciclone centrato sul mare della Corsica che fece strisciare aria calda africana sopra l'aria fredda presente al suolo, un'autentica bufera di neve, considerata dagli abitanti come la "nevicata del secolo". Nei primi due giorni caddero 20 cm di neve a Genova, 30 cm a Verona e Venezia, 40 cm a Udine, Treviso e Padova, 55 cm a Vicenza, 60 cm a Belluno, 62 cm a Varese e 65 cm a Como; la sera c'erano 70 cm a Milano e addirittura 130 cm a Trento, mentre l'alta Valtellina con Bormio (dove a fine mese si sarebbero svolti i mondiali di sci) non vedeva ancora un fiocco. Intanto era già iniziato il riscaldamento che aveva già portato piogge in Toscana e nel Veneto, ma la neve continuò a cadere in alcune zone anche il giorno successivo, portando l'accumulo totale a 100 cm a Milano, 110 cm a Como e a 150 cm a Trento.
Sulle regioni centro-meridionali furono invece le abbondanti piogge, anche a carattere temporalesco, a caratterizzare lo scenario meteorologico, monitorato continuamente dagli esperti per il rischio alluvioni, amplificato dallo scioglimento delle nevi precedentemente accumulate.

## L'eccezionalità del periodo di freddo
L'eccezionalità del gennaio 1985 può essere evidenziata sia nei valori minimi di temperatura raggiunti che, per molte località, sono i primati storici, sia per le nevicate che hanno interessato zone dove tali eventi sono più unici che rari.
Nel centro-sud, le nevicate in pianura e lungo le fasce costiere interessano solitamente il versante adriatico e il sud peninsulare durante la discesa di aria fredda da nord-est, mentre il versante tirrenico centro-settentrionale rimane riparato dallo spartiacque appenninico che lascia il cielo sereno o poco nuvoloso con venti sostenuti di tramontana o grecale.
Per assistere alle nevicate in pianura sul versante occidentale, deve verificarsi una situazione eccezionale come quella del gennaio 1985, con l'aria calda proveniente da ovest o da sud che scorre sopra la preesistente aria gelida al suolo (cuscino freddo). In queste condizioni, le temperature si mantengono prossime allo zero sia al livello del mare dove tende a scendere l'aria gelida, che alle quote superiori dove l'aria calda fa risalire le temperature che altrimenti sarebbero di gran lunga inferiori. Questa situazione, grazie anche all'umidità del Mediterraneo, determina nevicate intense a tutte le quote, pianure comprese.